# Иган, Глэдис
Глэдис Иган (англ. Gladys Egan; 24 мая 1900 — 8 марта 1985) — американская актриса немого кино. Известна своим участием в фильмах Дэвида Уорка Гриффита.

## Ранние годы
Глэдис Иган родилась на Манхэттене, Нью-Йорк (по другим данным — в Сомервилле, округ Мидлекс, Массачусетс, а в Нью-Йорк её семья переехала только в 1905 году). Её родителями были Томас Фрэнсис Иган и Маргаретт Ширан Иган, в их семье было 13 детей, однако большая часть из них умерли в младенчестве ещё до рождения Глэдис.

## Карьера
В 1908 году Глэдис Иган попала на студию «Мутоскоп и Байограф», где начинающий режиссёр Дэвид Уорк Гриффит снимал свой первый фильм «Приключения Долли». Глэдис исполнила в этом фильме роль Долли — маленькой девочки, похищенной у родителей цыганами и оказавшейся в бочке посреди бурлящего водного потока. В фильме «Одинокая вилла» она исполнила роль одной из трёх сестер, вместе с матерью спасающихся от нападения на их дом грабителей. В фильме «Сельский врач» Глэдис играла умирающую от болезни дочь врача, вызванного к пациенту и не успевающего спасти собственного ребёнка.
В фильме «Роман еврейки» Глэдис в роли дочери главной героини, пыталась спасти свою больную мать. «Ужасный момент» — фильм, в котором героиня Глэдис спасала мать от смерти, обезвреживая смертельную ловушку. В фильме «Ловушка для Санта-Клауса»  героиня Глэдис сконструировала «ловушку», в надежде поймать залезающего через окно Санта-Клауса. Одну из самых заметных ролей Глэдис Иган сыграла в фильме «На границе штатов» чей сюжет обыгрывает события гражданской войны.
Одна из старших сестер — Перл Иган, родившаяся 29 января 1897 года, как и Глэдис принимала участие в киносъемках. В 1912 году обе сестры снялись в фильме Votes for Women, а в 1913 году Перл исполнила небольшую роль в фильме Герберта Бренона «Robespierre».
Глэдис Иган снимается у Гриффита до 1913 года. За это время вышло около 70 фильмов с её участием. Помимо этого, Глэдис снималась и у других режиссёров, таких как Джеймс Кирквуд, Ли Бэггс, Энтони О’Салливан, Эдвард Диллон, Герберт Бренон, Хэл Рейд, Отис Тернер, Мак Сеннет, Фрэнк Пауэлл и других. Последний фильм с её участием вышел в 1914 году.

## Личная жизнь
Глэдис вышла замуж за Джона Эдсона Джейкоби, вместе с которым в 1930-х годах она уехала в Калифорнию, однако из-за нехватки денег пара вынуждена была вернуться в Нью-Йорк. В 1935 года у Глэдис и Джона родилась дочь Джойс. 3 августа 1948 года муж Глэдис умер от рака, после чего она вместе с дочерью переехала в Лос-Анджелес.
Глэдис Иган умерла 8 марта 1985 года.